# Erslev
Erslev – miasto w Danii, w regionie Jutlandia Północna, w gminie Morsø.